# Christine (roman)
Christine (denumire originală  ) este un roman de Stephen King publicat inițial de editura Viking în 1983. Romanul prezintă povestea unui automobil care pare a fi posedat de forțe malefice supranaturale.

## Ecranizări
- Christine (film din 1983), regia John Carpenter